# Чемпіонат УРСР з легкої атлетики в приміщенні 1981
Чемпіонат УРСР з легкої атлетики в приміщенні 1981 серед дорослих був проведений 24-25 січня у Києві в легкоатлетичному манежі міської ШВСМ.
Чемпіони республіки з багатоборств були визначені в межах окремого чемпіонату, що був проведений у Донецьку.

## Призери

### Чоловіки
| Дисципліни                | Золото                             | Золото    | Срібло                                  | Срібло  | Бронза                                 | Бронза  |
| ------------------------- | ---------------------------------- | --------- | --------------------------------------- | ------- | -------------------------------------- | ------- |
| 60 метрів                 | Валерій Бодров Харківська обл.     | 6,6h      | А. Паламарчук Вінницька обл.            | 6,7     | Володимир Лосєв Ворошиловградська обл. | 6,7     |
| 300 метрів                | Віктор Бураков Київ                | 34,9h     | Олександр Чешко Київ                    | 35,6    | Володимир Бронников Одеська обл.       | 35,7    |
| 800 метрів                | Сергій Подоприхін Львівська обл.   | 1.52,8h   | Олексій Піскун Запорізька обл.          | 1.53,2  | Валерій Звигольський Донецька обл.     | 1.53,3  |
| 1500 метрів               | Петро Анисим Вінницька обл.        | 3.50,8h   | Олександр Заїка Черкаська обл.          | 3.52,0  | В. Баран ???                           | 3.52,7  |
| 3000 метрів               | Петро Анисим Вінницька обл.        | 8.04,5h   | Ігор Браславський Дніпропетровська обл. | 8.05,1  | Анатолій Недибалюк Київ                | 8.10,0  |
| 60 метрів з бар'єрами     | Степан Кузів Львівська обл.        | 7,6h      | В'ячеслав Найденко Київ                 | 7,7     | Микола Куляша Дніпропетровська обл.    | 7,8     |
| 2000 метрів з перешкодами | Олександр Загоруйко Вінницька обл. | 5.28,7h   | Віктор Карпенко Харківська обл.         | 5.30,6  | Володимир Никитюк Київ                 | 5.30,9  |
| Ходьба 10000 метрів       | Борис Савчук Київ                  | 41.05,8h  | Сергій Процишин Львівська обл.          | 42.22,4 | М. Палагницький Львівська обл.         | 42.36,2 |
| Стрибки у висоту          | Юрій Шевченко Київ                 | 2,18      | Олександр Котович Волинська обл.        | 2,15    | Євген Степанов Київ                    | 2,15    |
| Стрибки з жердиною        | Віктор Спасов Київ                 | 5,55      | Олександр Арендар Донецька обл.         | 5,30    | Василь Бубка Донецька обл.             | 5,30    |
| Стрибки у довжину         | Сергій Лапко Донецька обл.         | 7,73      | Володимир Кучменко Харківська обл.      | 7,68    | Сергій Лаєвський Дніпропетровська обл. | 7,55    |
| Потрійний стрибок         | Олександр Лисичонок Київ           | 16,74 NIB | Микола Мусієнко Дніпропетровська обл.   | 16,34   | Олександр Костриков Львівська обл.     | 16,19   |
| Штовхання ядра            | Андрій Шурепов Київ                | 19,05     | Володимир Єлисеєв Запорізька обл.       | 18,75   | Сергій Акимов Запорізька обл.          | 18,67   |

### Жінки
| Дисципліни            | Золото                                  | Золото   | Срібло                                 | Срібло  | Бронза                             | Бронза  |
| --------------------- | --------------------------------------- | -------- | -------------------------------------- | ------- | ---------------------------------- | ------- |
| 60 метрів             | Раїса Махова Дніпропетровська обл.      | 7,2h     | Олена Скаржинська Запорізька обл.      | 7,3     | Наталія Цирук Київ                 | 7,3     |
| 300 метрів            | Тетяна Буракова Київ                    | 40,4h    | Олена Воробченко Дніпропетровська обл. | 41,3    | Раїса Махова Дніпропетровська обл. | (41,0)  |
| 600 метрів            | Тетяна Зубова Київ                      | 1.31,4h  | В. Самойленко ???                      | 1.31,8  | Світлана Хомчук Донецька обл.      | 1.32,1  |
| 800 метрів            | Тетяна Веремйова Донецька обл.          | 2.08,3h  | Т. Філіпова ???                        | 2.08,8  | Н. Кожушко Київ                    | 2.08,8  |
| 1500 метрів           | Надія Ралдугіна Кримська обл.           | 4.19,4h  | Тетяна Веремйова Донецька обл.         | 4.20,6  | Н. Кожушко Київ                    | 4.23,2  |
| 60 метрів з бар'єрами | Надія Коршунова Харківська обл.         | 8,3h     | Наталія Сергеєва Київ                  | 8,4     | Олена Москаленко Донецька обл.     | 8,4     |
| Ходьба 5000 метрів    | Л. Піковець ???                         | 27.06,9h | Любов Рибіна Ворошиловградська обл.    | 27.24,0 | Л. Канюка ???                      | 27.30,9 |
| Стрибки у висоту      | Ольга Бондаренко Ворошиловградська обл. | 1,88 NIB | Марина Берило Одеська обл.             | 1,85    | Оксана Мудра Запорізька обл.       | 1,80    |
| Стрибки у довжину     | Олена Яцук Донецька обл.                | 6,37     | Ірина Паленко Дніпропетровська обл.    | 6,18    | Галина Чистякова Одеська обл.      | 6,02    |
| Штовхання ядра        | Нуну Абашидзе Одеська обл.              | 17,80    | Тамара Посметюх Київ                   | 17,03   | Раїса Троцька Київська обл.        | 16,81   |

## Чемпіонат з багатоборств
Чемпіонат УРСР з легкоатлетичних багатоборств у приміщенні 1981 серед дорослих був проведений 27-29 січня у Донецьку в легкоатлетичному манежі «Авангард».

### Чоловіки
| Дисципліни  | Золото                      | Золото | Срібло | Срібло | Бронза | Бронза |
| ----------- | --------------------------- | ------ | ------ | ------ | ------ | ------ |
| Семиборство | Євген Дюков Харківська обл. | 5543   |        |        |        |        |

### Жінки
| Дисципліни   | Золото                                   | Золото   | Срібло | Срібло | Бронза | Бронза |
| ------------ | ---------------------------------------- | -------- | ------ | ------ | ------ | ------ |
| П'ятиборство | Катерина Гордієнко Дніпропетровська обл. | 4759 NIB |        |        |        |        |